# Pier Antonio Micheli
Pier Antonio Micheli (11 de Dezembro de 1679 – 1 de Janeiro de 1737) foi um notável botânico italiano, professor de botânica em Pisa, curador do Jardim dos simples de Florença, autor de Nova plantarum genera iuxta Tournefortii methodum disposita. Descobriu os esporos dos cogumelos, foi uma autoridade sobre criptógamas, e deu nome a vários géneros importantes de microfungos, incluindo Aspergillus e Botrytis.
Micheli nasceu em Florença em 1679. De acordo com uma curta descrição das bibliotecas da Universidade de Harvard, aprendeu sozinho o latim e começou a estudar plantas desde tenra idade sob Bruno Tozzi. Em 1706 foi nomeado botânico de Cosmo III, Grão-Duque da Toscânia, director dos jardins de Florença, e professor na Universidade de Pisa.
A sua obra Nova plantarum genera (1729) foi um grande passo no conhecimento dos fungos. Nela, fornece descrições de 1900 plantas, das quais cerca de 1400 eram descritas pela primeira vez. Entre estas encontravam-se 900 fungos e líquenes. Incluiu informação sobre "o plantio, origem e crescimento de fungos, mucores, e plantas relacionadas", e foi o primeiro a salientar que os fungos tinham corpos reprodutores ou esporos.
Numa das suas viagens de recolecção em 1736, contraíu pleurisia, a qual provocou a sua morte pouco tempo depois em Florença.

## Eponímia
- Em 1737, Lineu baptizou o género Michelia em sua honra.